# Wilfried Haslauer senior

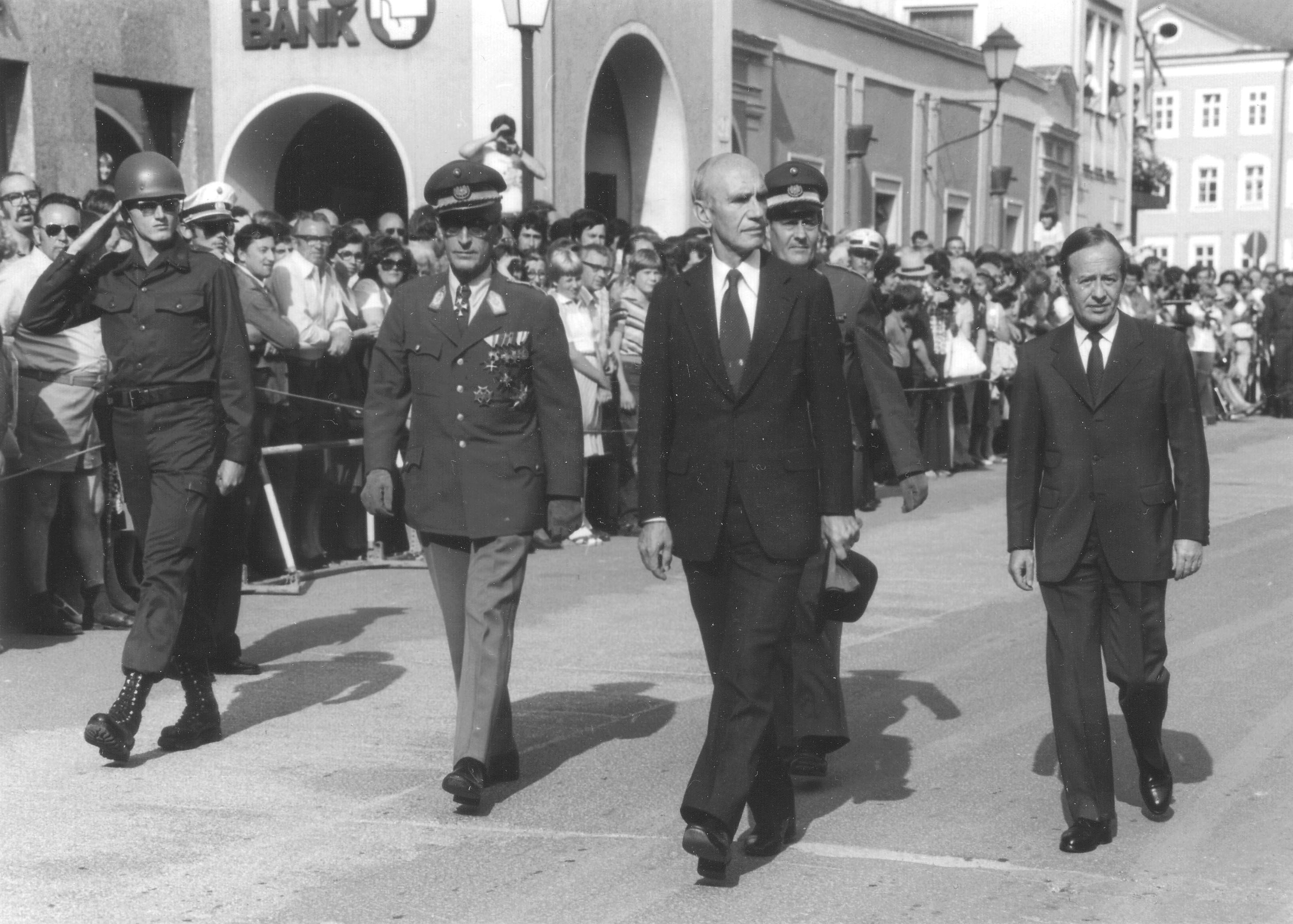
Landeshauptmann Wilfried Haslauer (rechts) begleitet den Bundespräsidenten Rudolf Kirchschläger und hochrangige Offiziere des Bundesheeres beim Abschreiten einer Ehrenkompanie. Residenzplatz, Salzburg.

Wilfried Haslauer senior (* 29. November 1926 in Salzburg; † 23. Oktober 1992  ebenda) war ein österreichischer Politiker (ÖVP). Er war von 1977 bis 1989 Landeshauptmann von Salzburg.

## Leben
Von 1967 bis 1969 war Wilfried Haslauer Vizebürgermeister der Stadt Salzburg, von 1973 bis 1977 war er Landeshauptmann-Stellvertreter in der Landesregierung Lechner IV und in den Jahren 1977 bis 1989 Landeshauptmann von Salzburg an der Spitze der Landesregierung Haslauer I und II. Haslauer wirkte als Föderalist über die Grenzen Salzburgs hinaus und setzte sich für ein modernes Landesbewusstsein ein. Er ist der Vater von Wilfried Haslauer junior, der von Juni 2013 bis Juli 2025 Landeshauptmann von Salzburg in der Landesregierung Haslauer jun. I, Haslauer jun. II bzw. Haslauer jun. III war.
Am 28. Juni 1985 wurde Wilfried Haslauer vom Verfassungsgerichtshof schuldig gesprochen, eine „geringfügige Rechtsverletzung“ begangen zu haben, weil er entgegen der Weisung des Bundesministers für soziale Verwaltung, Alfred Dallinger (SPÖ), an einem gesetzlichen Feiertag (8. Dezember) „die Gewerbeausübung und Ausnahmen von der Arbeitsruhe zugelassen“ hatte. Im Jahr 1984 fiel der 8. Dezember auf einen Samstag und man fürchtete um das Weihnachtsgeschäft, deshalb wurde per Verordnung bestimmten Betrieben des Einzelhandels die Gewerbeausübung von 10 Uhr bis 17 Uhr gestattet.
Haslauer war ein Gegner der geplanten Wiederaufarbeitungsanlage Wackersdorf (WAA) in Bayern, die er verhindern wollte; den Widerstand der Salzburger dagegen unterstützte er. Dies beeinträchtigte seine zuvor guten Beziehungen zum bayerischen Ministerpräsidenten Franz Josef Strauß; es kam zu schweren politischen Verstimmungen zwischen den beiden. Nach der Nuklearkatastrophe von Tschernobyl 1986 versuchte Haslauer zusammen mit Josef Ratzenböck im persönlichen Gespräch mit Strauß den WAA-Bau zu stoppen. Er wollte erreichen, dass die Verwirklichung des Projektes aufgeschoben wird, um zu einer „Denkphase“ zu kommen. Das Ergebnis war für ihn ernüchternd.
Er war Mitglied der katholischen Studentenverbindungen K.Ö.H.V. Alpinia Innsbruck (seit 1946),  KÖHV Rupertina Salzburg, KÖStV Austria Wien, AV Austria Innsbruck, KÖHV Rheno-Juvavia Salzburg, KHV Babenberg Wien, KÖStV Kristall Leoben, KÖStV Kürnberg Wien und KSHV Lodronia Salzburg, jeweils im ÖCV, sowie der K.ö.St.V. Almgau Salzburg im MKV.
Am 23. Oktober 1992 verstarb er an Lungenkrebs.

## Auszeichnungen
- 1981: Großes Silbernes Ehrenzeichen am Bande für Verdienste um die Republik Österreich[8]
- 1984: Großkreuz des Ordens des Infanten Dom Henrique[9]
- 1987: Großes Goldenes Ehrenzeichen am Bande für Verdienste um die Republik Österreich[8]
- Militär-Verdienstzeichen
- Bayerischer Verdienstorden
- Großes Bundesverdienstkreuz mit Stern und Schulterband